# Zonnekern

Schematische opbouw van de Zon. Onder het cijfer 1 staat de zonnekern aangeduid.

Met de zonnekern wordt in de sterrenkunde een binnenste gedeelte van de Zon bedoeld. Alle kennis over het inwendige van de Zon, en dus ook de zonnekern, is via indirect onderzoek verkregen, zoals zonnebevingen en onderzoek van neutrino's.

## Definitie
Met de kern wordt, vanaf het centrum van de Zon, alles bedoeld dat binnen een afstand van 20 percent van de straal van de Zon ligt. Binnen de kern wordt 91 percent van alle energie van de Zon geproduceerd en binnen de binnenste dertig percent van de straal wordt zowat 100 percent van alle energie geproduceerd.

## Energieproductie
Vóór het midden van de negentiende eeuw dacht men dat de Zon zijn energie kreeg uit het verbranden van steenkool, maar dat idee was niet langer houdbaar nadat men de leeftijd van de zon kende (circa vijf miljard jaar). Een zon uit steenkool (met een diameter van 1,3 miljoen km) zou nooit zo lang kunnen schijnen, maximaal ongeveer 100.000 jaar (indien de verbranding van koolstof in zuivere zuurstof zou gebeuren).
Nu weet men dat de Zon zijn energie haalt uit kernfusie door middel van de proton-protoncyclus. Per seconde worden ongeveer 3,6 × 1038 waterstofkernen omgezet in helium. De energieproductie komt overeen met deze van 3,8 × 1026 watt.

## Energietransport
De energie die in het centrum geproduceerd wordt moet via convectie en straling zijn weg naar buiten vinden. Dit duurt volgens de gunstigste scenario's 17.000 jaar. Bij meer botsingen tussen deeltjes op de uitweg, kan het tot 50 miljoen jaar duren eer straling uit de kern het oppervlak bereikt.

## Evenwichtstoestand
In het centrum heerst een evenwichtstoestand: er is zoveel kernfusie als 'nodig' om de zon in evenwicht te houden. Mocht de kernfusie versnellen, zou de kern zwellen en zal de fusie vertragen. Als de kernfusie vertraagt, krimpt de kern en wordt de kernfusie weer versneld.

## Andere kenmerken
De temperatuur in het inwendige van de Zon is ongeveer 15 miljoen kelvin. De materie is gas dat als een plasma voorkomt. De dichtheid is er enorm hoog: ongeveer 150.000 kg/m³ (150 keer de dichtheid van vloeibaar water).